# Ivan Hartingh

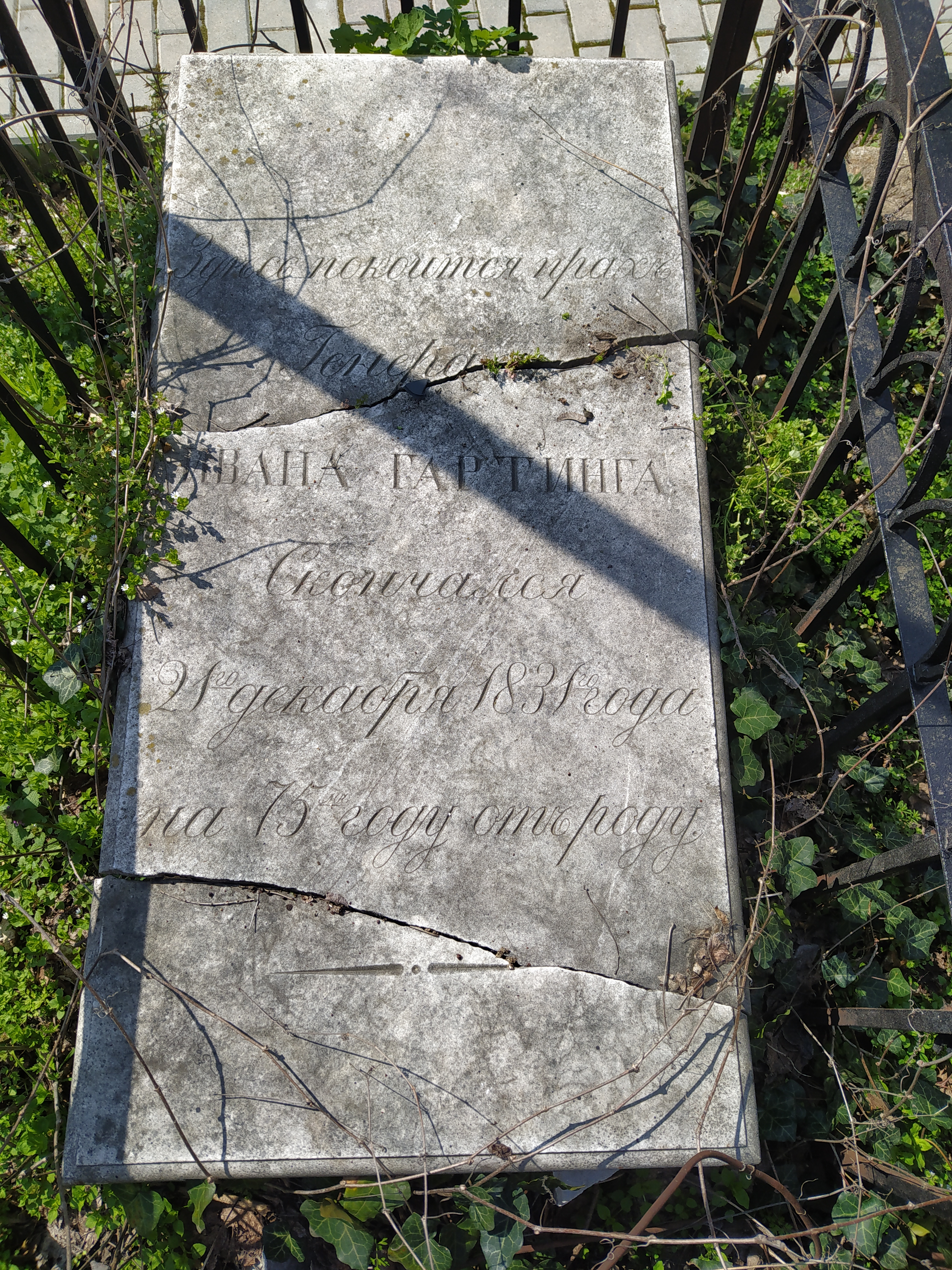
Piatra de mormânt

Ivan Marcovici Harting (în rusă Иван Маркович Гартинг; n. 1756 – d. 1831) a fost un inginer și general rus de origine olandeză, guvernator civil interimar și militar al Basarabiei între anii 1813 – 1816 (potrivit altor surse pînă în 1817).

## Biografie
Hartingh s-a născut în anul 1756, așa cum este scris pe piatra de mormânt. A făcut parte din trupele inginerești sub comanda generalului Rosenberg.
La 12 octombrie 1799 a fost promovat în grad de general-maior. Între 12 noiembrie 1801 și 17 martie 1804 a fost comandant militar de Herson.
A participat la războiul ruso-turc din 1806-1812, comandând trupele de ingineri ale armatei. În 1812, a condus trupele inginerești ale „armatei Dunării”, ulterior a fost numit în postul de guvernator civil al regiunii Basarabia, post pe care l-a ocupat timp de trei (sau patru) ani.
A murit în 1831. A fost căsătorit cu Elena G. Harting (1786–1831).